# Wańkowo (obwód iwanowski)
Wańkowo (ros. Ваньково) – wieś (dieriewnia) w Rosji, w obwodzie iwanowskim, w rejonie jurjewieckim. W 2010 liczyła 132 mieszkańców.